# Marijan Pušnik
Marijan Pušnik (Slovenj Gradec, 1 november 1960) is een Sloveens voetbaltrainer.

## Carrière
Hij heeft als hoofdtrainer bij diverse clubs gewerkt zoals NK Dravograd, NK Celje, NK Maribor, NK Rudar Velenje en Olimpija Ljubljana. 